# كتاب المقابر

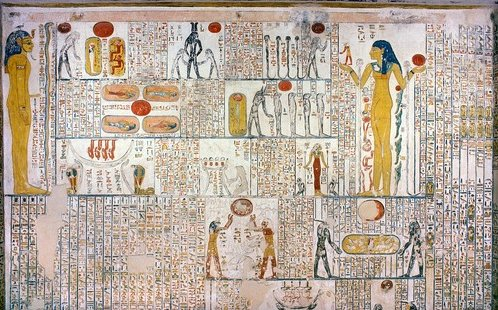
القسم الخامس : مشهد من مقبرة رمسيس الخامس والسادس. (مقبرة 9 في وادي الملوك، الغرفة هـ، الجدار الأيمن)

كتاب الكهوف و يسمى أيضاً كتاب المقابر و كتاب المغارات هو كتاب جنائزي مصري قديم مهم عن العالم السفلي ظهر في عصر الدولة الحديثة. و مثل كل كتب العالم السفلي الأخرى، يتم نقشه داخل مقابر الملوك لمصلحة المتوفى في الحياة الأخرى. وهو يصف رحلة إله الشمس رع خلال الستة كهوف التي يتكون منها العالم السفلي، مع التركيز على التفاعل بين إله الشمس وسكان العالم السفلي، بما في ذلك المكافآت للمتقين والعقوبات لأعداء النظام الدنيوي (القانون)، أولئك الذين لم يتخطوا محاكمتهم أمام أوزوريس في الآخرة بنجاح. و كتاب المقابر هو واحد من أفضل مصادر المعلومات حول مفهوم المصري القديم عن الجحيم.
و يرجع نشوء كتاب المقابر للقرن الـ13 قبل الميلاد أي في عصر الرعامسة. و النسخة الأقدم المعروفة من هذا العمل موجودة على الجدار الأيسر من الأوزيريون (العرابة) في أبيدوس من عهد الفرعون مرنبتاح. و في وقت لاحق يظهر في قبر رمسيس الرابع في وادي الملوك. و هي المناظر التي سجلت بالفعل بواسطة الأب المؤسس لعلم المصريات جان فرانسوا شامبليون في رسائله من مصر.

## المحتوى
مثل الكتابين العظيمين عن العالم السفلي السابقين له، كتاب المقابر أولا وقبل كل شيء يصف رحلة إله الشمس (رع) من الأفق الغربي إلى الأفق الشرقي عن طريق العالم السفلي، إلا أنه يلتقي مجموعة من المخلوقات الإلهية ويتفاعل معها. والمعالم الهامة في رحلته هي:
- كهوف الموتى المرتبة أمورهم في العالم الآخر، والذين أصبحوا مخلوقات إلهية الآن (اللوحتان الأولى والثانية).
- كهف جثة أوزوريس والجثتين الخاصتين بإله الشمس نفسه (اللوحة الثالثة).
- الخروج من العالم السفلي عند شروق الشمس (اللوحة النهائية).

و خلال رحلته، يمر إله الشمس فوق كهوف جهنم، التي فيها يتم تدمير أي أعداء للنظام العام (أي أعداء رع وأوزيريس). بالتالي فكتاب الكهوف (كتاب المقابر) يعطي بعض التلميحات حول هيكل الطبوغرافية المتصورة للعالم الآخر.

## البنيوية
ليس لكتاب الكهوف (كتاب المقابر) أي عنوان أصلي قديم، وهو لا ينقسم إلى ساعات الليل كما كتب العالم السفلي الأخرى. لكنه بدلا من ذلك، يحتوي على سبعة لوحات ومشاهد رائعة تقرب من 80 مشهدا مختلفاً. وهي مقسمة إلى قسمين مع ثلاثة لوحات لكل منهما، بالإضافة إلى اللوحة النهائية.

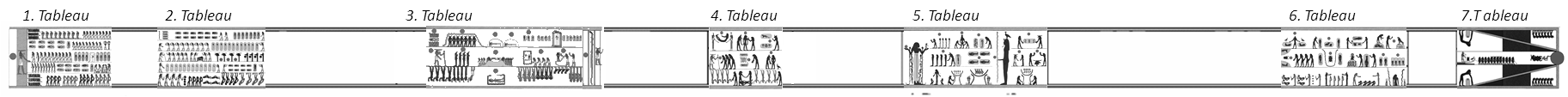
مخطط كتاب الكهوف.

و كتاب الكهوف (كتاب المقار) أكثر أدبية بكثير من الكتب الجنائزية الأخرى من الدولة الحديثة مثل كتاب الآخرة أو كتاب البوابات. فليس فيه من الصور بقدر الكتب الأخرى لكنه يفوقها في محتواه من النص.

## التاريخ
اليوم نحن نعرف 13 شاهداً على نص كتاب الكهوف (كتاب المقابر):
| الشاهد النصي                                               | الموقع                           | التغطية                              | التأريخ                          |
| ---------------------------------------------------------- | -------------------------------- | ------------------------------------ | -------------------------------- |
| أوزاريون أبيدوس                                            | الممر                            | كامل                                 | أواخر القرن 13 ق.م               |
| مقبرة رمسيس الرابع (مقبرة 2 - وادي الملوك)                 | الممر الثالث                     | اللوحة الأولى والثانية               | منتصف القرن 12 ق.م               |
| مقبرة رمسيس السادس (مقبرة 9 - وادي الملوك)                 | الجزء العلوي من المقبرة          | تقريبا مكتمل                         | منتصف القرن 12 ق.م               |
| مقبرة رمسيس السابع (مقبرة 1 - وادي الملوك)                 | الممر الأول                      | اللوحة الأولى                        | النصف الثاني من القرن 12 ق.م     |
| مقبرة رمسيس التاسع (مقبرة 6 - وادي الملوك)                 | الممر الأول والثاني و حجرة الدفن | من اللوحة الأولى حتى الخامسة - جزئياً | أواخر القرن 12 ق.م               |
| بردية الملكة نچمت (pBM EA 10490)                           |                                  | أجزاء من اللوحات 1و 2 و 4 و 7        | منتصف القرن 11 ق.م               |
| التعويذة البردية لبوتيح آمون (pTurin 1858)                 |                                  | مشهد واحد                            | أواسط القرن 11 ق.م               |
| غطاء مومياء كرتوناج في اللوفر غير معروف المصدر             |                                  | مشهد واحد                            | على الأرجح الألفية الأولى ق.م    |
| مقبرة المحافظ منتو ام حات (المقبرة 34 في مقابر طيبة)       |                                  | على الأرجح كامل (لكنه حاليا مدمر)    | النصف الثاني من القرن السابع ق.م |
| مقبرة الكاهن المرتل بتاح منوفيس (المقبرة 33 من مقابر طيبة) | الغرف والممر 18 و 19             | مكتمل                                | النصف الثاني من القرن السابع ق.م |
| قوالب حجرية من جزيرة الروضة                                |                                  | على الأقل اللوحتان 1 و 2             | على الأرجح الألفية الأولى ق.م    |
| تابوت الجنرال بيتيس (Berlin No. 29)                        | غطاء التابوت                     | مشهد واحد                            | حوالي القرن الرابع ق.م           |
| تابوت تيويحوربتو (Cairo CG 29306)                          | السطح الخارجي والغطاء            | اللوحات 1 و 2 و 5 و 6 بشكل جزئي      | القرن الرابع ق.م                 |

النسخة الكاملة تقريبا المعروفة أولاً لنا من كتاب الكهوف (كتاب المقابر) تضررت مناظرها العلوية فقط وهي الموجودة في معبد الأوزيريون  وقد اكتشفه عالمي الآثار فلندرز بيتري ومارغريت موراي اللذان نقبا في الموقع في عام 1902 و حتى 1903. وكتاب الكهوف هذا وجد مباشرة بجوار كتاب البوابات داخل ممر المدخل على الجدار الأيسر
و كان رمسيس الرابع أول من استخدم كتاب الكهوف (كتاب المقابر) في قبره. و النسخة الأولى (والأخيرة) الكاملة تقريبا في وادي الملوك هي النسخة الموجودة في مقبرة رمسيس السادس. و هناك يظهر كتاب الكهوف (كتاب المقابر) مقابلا لكتاب البوابات في الجزء الأمامي من القبر، على غرار التخطيط في معبد الأوزيريون سالف الذكر. و قد تم كتابة مقاطع من الكتاب في جميع أنحاء جدران المقبرة المغطاة تماما بالنصوص.

## الترجمة
و كانت أول ترجمة لبعض الجمل من كتاب الكهوف (كتاب المقابر) الخاص بمقبرة رمسيس السادس بواسطة إيبوليتو روسيليني في عام 1836. و في وقت لاحق ليس ببعيد، كتب جان فرانسوا شامبليون عن كتاب الكهوف (كتاب المقابر) من نفس المقبرة موفراً بعض الترجمات.
لكن علماء المصريات والدارسين لم يكونوا مهتمين كثيرا بالكتاب حتى حوالي قرن من الزمان حتى ظهرت نسخة كاملة من النص الذي اكتشف في معبد الأوزيريون. ففي عام 1933 هنري فرانكفورت نشر أول ترجمة كاملة للكتاب بمساعدة أدريان دي باك بناء على هذا النسخة الموجودة في أبيدوس. و بين عامي 1942 و 1945، نشر الكسندر بيانكوف ترجمة فرنسية للكتاب، تلاه ترجمة إلى الألمانية من قبل اريك هورنونج في عام 1972. وترجمة إنجليزية ثانية هي ترجمة قام بها هورنونج للكتاب من الألمانية إلى الإنجليزية.
و أحدث ترجمة للنص ما نشره الباحث الألماني دانيال فيرنينج، استنادا إلى النص الجديد المنقح المطبوع.

## هوامش
1. 1 2  Hornung (1999) p.83
2. 1 2 3  Ellison, The Book of Caverns نسخة محفوظة 29 نوفمبر 2017 على موقع واي باك مشين.
3. ↑  Werning (2011), vol. I, ch. V, with English summary on p. 262.
4. ↑  The theology of the Book of Caverns and the imagined topography of the underworld are currently researched by Daniel Werning in a projects at the Excellence Cluster Topoi. The Formation and Transformation of Space and Knowledge in Ancient Civilizations, Berlin (Germany). نسخة محفوظة 14 يناير 2018 على موقع واي باك مشين.
5. ↑  Hornung (1999), p.84
6. ↑  Werning (2011), vol. I, pp. 5-8.
7. ↑  Taylor Ray Ellison, The Book of Gates نسخة محفوظة 30 أبريل 2020 على موقع واي باك مشين.
8. ↑  Werning (2011), vol. I, ch. II
9. 1 2  Werning (2011), vol.
10. ↑  Hornung (2005).
11. ↑  Werning (2011), vol.

## روابط خارجية
- Taylor Ray Ellison, The Book of Caverns (with many pictures and detailed information on the individual tableaus)
- Research project on the content of Book of Caverns and the topography of the ancient Egyptian underworld at the Excellence Cluster Topoi. The Formation and Transformation of Space and Knowledge in Ancient Civilizations, Berlin (Germany) [in English].
- Pictures of text witnesses in the kings' tombs: Theban Mapping Project (online).
- List of deities in the Book of Caverns, from the website Comparative Religion of Shamanism / Shamanhood / Shamanship